# Mesoniscus graniger
Mesoniscus graniger is een pissebed uit de familie Meoniscidae. De wetenschappelijke naam van de soort is voor het eerst geldig gepubliceerd in 1865 door Frivaldsky.